# Henryk Kasperczak
Henryk Kasperczak (* 10. července 1946, Zabrze) je bývalý polský fotbalista, záložník. V roce 1976 byl vyhlášen polským fotbalistou roku. Po skončení aktivní kariéry působil jako trenér.

## Fotbalová kariéra
Hrál v polské nejvyšší soutěži za Stal Mielec a Legii Warszawa. Se Stalem Mielec získal v letech 1973 a 1976 mistrovský titul. Dále hrál ve Francii za FC Metz. V Poháru mistrů evropských zemí nastoupil ve 4 utkáních a v Poháru UEFA nastoupil v 8 utkáních. Za reprezentaci Polska nastoupil v letech 1973-1978 v 61 utkáních a dal 5 gólů. Byl členem polské reprezentace na Mistrovství světa ve fotbale 1974, kde Polsko získalo bronzové medaile za 3. místo, nastoupil ve všech 7 utkáních. Byl členem polské reprezentace na Mistrovství světa ve fotbale 1978, nastoupil ve všech 6 utkáních. V roce 1976 byl členem stříbrného polského týmu na olympiádě 1976, nastoupil ve 4 utkáních.

## Ligová bilance
| Ročník              | Zápasy | Góly | Klub           |
| ------------------- | ------ | ---- | -------------- |
| I liga 1965/66      | -      | -    | Stal Mielec    |
| Ekstraklasa 1966/67 | -      | -    | Legia Warszawa |
| Ekstraklasa 1967/68 | -      | -    | Legia Warszawa |
| II liga 1968/69     | -      | -    | Stal Mielec    |
| I liga 1969/70      | -      | -    | Stal Mielec    |
| Ekstraklasa 1970/71 | 25     | 3    | Stal Mielec    |
| Ekstraklasa 1971/72 | 26     | 5    | Stal Mielec    |
| Ekstraklasa 1972/73 | 22     | 6    | Stal Mielec    |
| Ekstraklasa 1973/74 | 30     | 8    | Stal Mielec    |
| Ekstraklasa 1974/75 | 20     | 1    | Stal Mielec    |
| Ekstraklasa 1975/76 | 30     | 4    | Stal Mielec    |
| Ekstraklasa 1976/77 | 30     | 6    | Stal Mielec    |
| Ekstraklasa 1977/78 | 26     | 4    | Stal Mielec    |
| Ligue 1 1978/79     | 37     | 7    | FC Metz        |
| Ligue 1 1979/80     | 18     | 4    | FC Metz        |
| CELKEM 1. liga      | 264    | 48   |                |

## Trenérská kariéra
Jako trenér vedl reprezentaci Pobřeží slonoviny, Tuniska, Maroka, Mali a Senegalu. Na klubové úrovni vedl FC Metz, AS Saint-Étienne, RC Strasbourg Alsace, Racing Paříž, Montpellier HSC, Lille OSC, SC Bastia, Al Wasl FC, Wislu Krakov, Górnik Zabrze a AO Kavala.